# Marzano di Nola
Marzano di Nola là một đô thị (comune) thuộc tỉnh Avenllino trong vùng Campania của Ý. Marzano di Nola có diện tích 4,62 km2, dân số là 1704 người (thời điểm ngày 1 tháng 5 năm 2009).